# Addison, Illinois
Addison là một làng thuộc quận DuPage, tiểu bang Illinois, Hoa Kỳ. Năm 2010, dân số của làng này là 36942 người.

## Dân số
Dân số qua các năm:
- Năm 2000: 35914 người.
- Năm 2010: 36942 người.